# Гнилой Запад
«Гнило́й За́пад» — идеологическое клише, родившееся в XIX веке в России в ходе полемики между славянофилами и почвенниками с одной стороны и западниками с другой.
«Гнилой Запад» является метафорическим выражением настороженно-скептического отношения к идеям и ценностям, предлагаемым Западным миром. С тех пор сей образ стал политическим клише, активно применявшимся в советской и российской пропаганде (часто как «загнивающий запад», а в 1930-е и повторно с конца XX века — «разваливающийся запад»).

## История выражения

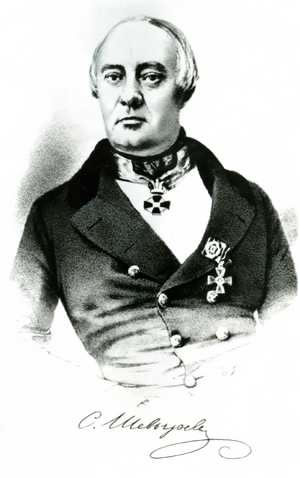
Степан Петрович Шевырёв (1806—1864)

В 1841 году в первом номере журнала «Москвитянин» была напечатана статья С. П. Шевырёва «Взгляд русского на образование Европы». В ней, в частности, было сказано:

В наших искренних дружеских тесных отношениях с Западом мы не примечаем, что имеем дело как будто с человеком, носящим в себе злой, заразительный недуг, окружённым атмосферою опасного дыхания. Мы целуемся с ним, обнимаемся, делим трапезу мысли, пьём чашу чувства… и не замечаем скрытого яда в беспечном общении нашем, не чуем в потехе пира будущего трупа, которым он уже пахнет.

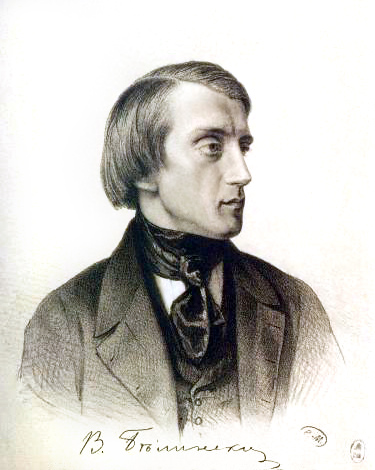
Виссарион Григорьевич Белинский (1811—1848)

Эту мысль Шевырёв повторил в нескольких других статьях. Один из корреспондентов М. П. Погодина, редактора «Москвитянина», в 1844 году писал ему: «Сделай милость, уйми ты Шевырёва, он помешан на гниющем Западе». Высказывания Шевырёва встретили резкую критику Белинского. В статье «Сочинения В. Ф. Одоевского» он отвергает «мысль о нравственном гниении Запада». «Европа больна — это правда, но не бойтесь, чтоб она умерла. Это болезнь временная, это кризис внутренней подземной борьбы старого с новым…» В статье «Русская литература в 1844 году» Белинский вновь упоминает о «мнимом трупе Запада». И, наконец, в 1845 году, в рецензии на повесть В. А. Соллогуба «Тарантас» Белинский, имея в виду Шевырёва, с иронией пишет, что, по мнению некоторых, «у людей гниющего Запада мышиные натуры, а у нас — чисто медвежьи». В этой же рецензии Белинский впервые употребил краткую форму «гнилой Запад». Именно в такой форме выражение было подхвачено западниками для иронизирования над позицией славянофилов.
О «наших ненавистниках лукавого и гниющего Запада» упоминает в одной из своих рецензий и Салтыков-Щедрин. Тургенев в пятой главе романа «Дым» вкладывает рассуждение о гнилом Западе в уста западника Потугина:

Сойдётся десять русских, мгновенно возникает вопрос… о значении, о будущности России… Ну и конечно, тут же кстати достанется и гнилому Западу…

В первой публикации романа в «Русском вестнике» в 1867 году эти слова Потугина были убраны редактором журнала М. Н. Катковым.
По мнению Александра Баунова, с точки зрения других народов, этим самым «гнилым Западом» является сам русский народ. В России националистически настроенные круги постоянно хоронили «гнилой Запад», тем не менее, ни российские, ни западные изоляционисты не смогли помешать развитию и интенсивному взаимодействию обеих культур.
Константин Леонтьев писал, что русское общество нигде и никогда ничего не могло самостоятельно придумать в виду отсутствия самобытности и созидания, кроме оправданий и «гнилого Запада».
Славянофилы противоставляли идеи гнилого Запада в создании слабой единичной семьи свои большие помещичества как сплочённые общества, к чему, например, Герцен относился негативно. Славянофилы продвигали две идеи: мировой культурной роли России и спасении гнилого Запада.
Как и в былине о трёх богатырях, в литературе Козьма Прутков, сравнивал Запад с чем-то очень ужасным и скверным: «Вообразите: направо — гора, налево — гора, впереди — гора; а сзади, как вы сами можете себе представить, синеет гнилой Запад!».